# Prestonia boliviana
Prestonia boliviana là một loài thực vật có hoa trong họ La bố ma. Loài này được J.F.Morales & A.Fuentes mô tả khoa học đầu tiên năm 2004.